# Alloscirtetica ameghinoi
Alloscirtetica ameghinoi är en biart som först beskrevs av Juan Brèthes 1910.  Alloscirtetica ameghinoi ingår i släktet Alloscirtetica och familjen långtungebin. Inga underarter finns listade i Catalogue of Life.